# Francesca Pianzola

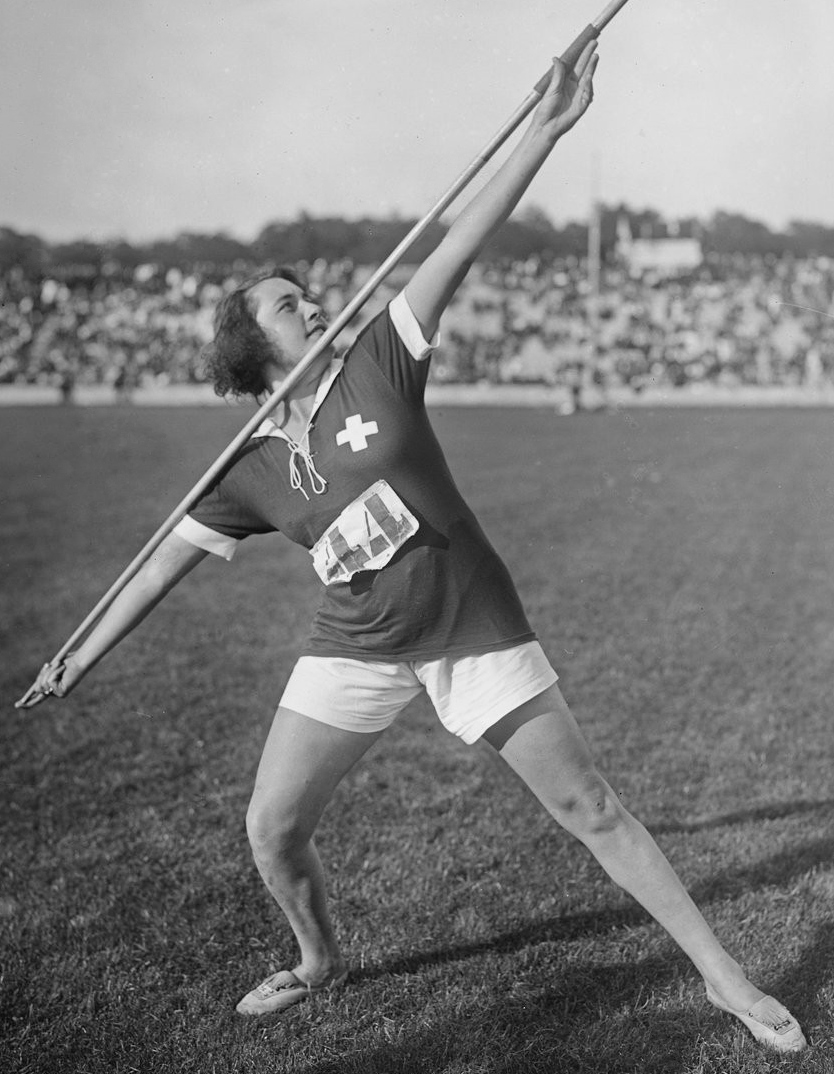
Francesca Pianzola im Stade Pershing am 20. August 1922

Francesca Pianzola (* 1897; † unbekannt), auch bekannt unter den Namen Francesca Florida Pianzola, Florida Louise Pianzola und nach Heirat Francesca Guggenheim-Pianzola, war eine Pionierin der Schweizer Leichtathletik. Sie war zudem Mitgründerin von Les Sportives, dem ersten Schweizer Frauen-Fussballteam.
Sie war die Tochter eines piemontesischen Geschäftsmannes, der sich in Cologny bei Genf niederliess. Sie heiratete Bernhard Guggenheim.

## Leichtathletik
Pianzola war eine von rund hundert Teilnehmerinnen an den ersten Frauen-Weltspielen von 1921, die von Alice Milliat organisiert wurden. Pianzola erreichte je einen zweiten Platz im Zweihand-Kugelstossen mit einer Gesamtweite von 14,01 m sowie im Zweihand-Speerwurf mit einer Gesamtweite von 40,17 m. Die Wettkämpfe fanden nach der im Englischen als "two-handed" bezeichneten Methode statt, d. h. jede Athletin musste ihr Gerät zuerst mit der rechten und dann mit der linken Hand werfen.
Pianzolas Lieblingsdisziplin war der Speerwurf, bei dem der damals 800 Gramm schwere Speer hinten – und nicht in der Mitte wie heute – gehalten wurde. Mit zwei fast gleich starken Armen katapultierte Pianzola ihren Speer bei den ersten Frauenspielen 1922 im Pershing-Stadion in Paris auf 21,38 m und 21,86 m, was einer Gesamtweite von 43,24 m entsprach. Damit war sie die erste Schweizer Weltrekordhalterin in der Leichtathletik.
Im Mai 1923 reiste Pianzola nach Baden-Baden in Deutschland, um an einer der ersten Leichtathletikveranstaltung für Frauen und Männer teilzunehmen. Dort wird ihre Leistung im Speerwurf nicht anerkannt, obwohl sie den damaligen Weltrekord mit einer Gesamtweite von 52,68 m (25,35 m von rechts und 27,33 m von links) um fast acht Meter pulverisiert hätte. Wenigstens anerkannte der Internationale Verband bei der Jahresbilanz immerhin ihre 27,33 m, was einen neuen Schweizer Rekord und die fünftbeste Leistung der Welt in diesem Jahr darstellte.
Die Genferin vollbrachte am 18. Oktober 1925 in Lausanne die letzte Schweizer Frauenleistung dieser wilden Jahre, indem sie ihren Speer weiter als je zuvor warf und den Weltrekord mit insgesamt 54,43 m (27,05 m mit der rechten und 27,38 m mit der linken Hand) aufstellte.
Später wurde Pianzola Präsidentin der Leichtathletik für Frauen in der Schweiz. Sie war es auch, die am 11. August 1929 im Stade de Vidy in Lausanne die ersten Schweizer Meisterschaften für Frauen organisierte, ein Wettkampf, der später als inoffiziell eingestuft wurde.

## Fussball
1923 schrieb Pianzola Geschichte im Schweizer Frauenfussball. Sie war Mitgründerin und Präsidentin der Gruppierung Les Sportives, dem ersten dokumentierten Fussballerinnen-Team der Schweiz. An der Gründungsversammlung stand die Erarbeitung der Statuten ebenso auf der Traktandenliste wie die Diskussion über die Bekleidung. Die Genfer Fussballerinnen trainierten dank der privilegierten Herkunft ihrer Leaderin an den Wochenenden regelmässig auf einem grossen Privatgrundstück. Zu einem ersten Spiel kam es jedoch nie, ein Artikel in Le Sport Suisse vom 21. November 1923 war der letzte zum Thema Frauensport und die Spur der Sportives verlor sich. Dies hing möglicherweise damit zusammen, dass Pianzola den Leichtathleten Bernard Guggenheim heiratete und sich dann gemäss den damaligen Gepflogenheiten vom aktiven Sport zurückzog.